# Young God Records
Young God Records – amerykańska, niezależna wytwórnia płytowa, założona w 1990 roku w Nowym Jorku przez Michaela Girę, lidera zespołu Swans.

## Historia
Young God Records założył Michael Gira w 1990 roku, aby ułatwić wydawanie muzyki Swans. Powodem podjęcia takiej decyzji stała się słaba sprzedaż albumu The Burning World, w następstwie czego wytwórnia MCA Records rozwiązała kontrakt z zespołem. Pierwszym wydawnictwem Young God Records był siódmy album studyjny Swans, White Light from the Mouth of Infinity. W 1995 Gira wydał za pośrednictwem Young God Records również swój pierwszy solowy album, Drainland. Aby zmniejszyć koszty produkcji płyt, zaczął niektóre jej elementy, takie jak: pakowanie, numerowanie i podpisywanie, robić ręcznie, choć było to zajęcie czasochłonne. Pod koniec lat 90. wytwórnia poszerzyła swoją ofertę wydawniczą o muzykę innych artystów, w tym zespołu Angels of Light, założonego przez Girę, a później Devendrę Banharta i Akron / Family. Po 2010 roku ze względu na zmieniający się klimat na rynku muzycznym i decyzję Giry o reaktywowaniu Swans, zdecydował się on ograniczyć plany wytwórni do wydawania wyłącznie muzyki zespołu i swojej własnej. Jak stwierdził w 2012 roku w wywiadzie dla magazynu Pitchfork, przyczyną był brak czasu na prowadzenie zespołu i wytwórni oraz spadające zyski ze sprzedaży płyt. 

O ile nie jesteś bardzo dużym indie, prowadzenie wytwórni płytowej jest cholernie przygnębiające. Zacząłem to naprawdę odczuwać, kiedy Akron / Family wznosił się na wyżyny – a widziałem, że pieniądze [ze sprzedaży] wciąż spadają.

## Artyści
Lista na podstawie strony wytwórni w Discogs

- Akron / Family
- Angels of Light
- Devendra Banhart
- James Blackshaw
- The Body Lovers / The Body Haters
- Calla
- Fire on Fire
- Flux Information Sciences
- Lisa Germano
- Michael Gira
- Larkin Grimm
- Larsen
- Mi and L'au
- Palestine / Coulter / Mathoul
- Ruby
- Swans
- Ulan Bator
- Windsor for the Derby
- Wooden Wand
- Skin / The World of Skin